# Enclisis macilenta
Enclisis macilenta är en stekelart som först beskrevs av Johann Ludwig Christian Gravenhorst 1829.  Enclisis macilenta ingår i släktet Enclisis och familjen brokparasitsteklar. Arten är reproducerande i Sverige. Inga underarter finns listade i Catalogue of Life.